# Barrage de Mohmand

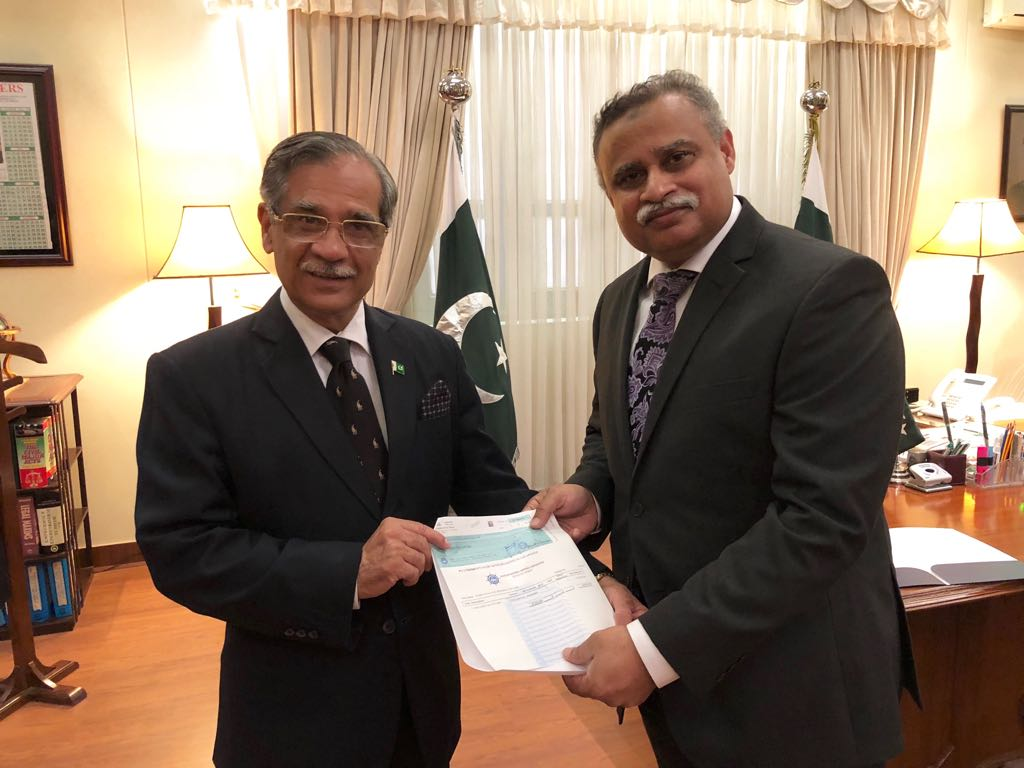
Le Président de la Cour suprême Saqib Nisar reçoit en 2018 d'un armateur un chèque de contribution au financement du barrage.

Le barrage de Mohmand ou de Mohmand-Munda (en ourdou : مہمند ڈیم) est un barrage en construction sur la rivière Swat, situé dans le district de Mohmand dans la province de Khyber Pakhtunkhwa.
Débuté en 2019, le chantier devrait être achevé en 2025. Il présentera une puissance installée de 800 MW et son réservoir sera notamment destiné à l'irrigation. 

## Histoire
Les premières études de faisabilités du projet se sont terminées en mars 2000. La compagnie nationale des eaux Water & Power Development Authority (en) a pour ce faire, fait appel à des expertises américaine, japonaise et australienne notamment. La WAPDA a formulé un programme national complet de développement des ressources en eau et de l'hydroélectricité de 25 à 33 milliards de dollars, intitulé Water Vision 2025. Les projets Water Vision 2025 devraient générer 16 000 MW d'hydroélectricité. 
La conception du projet s'est terminée en avril 2017. En 2018, le financement du projet n'étant pas abouti, le Premier ministre Imran Khan incite les Pakistanais à y contribuer volontairement et à alimenter le fonds dédié initié par le Président de la Cour suprême Saqib Nisar. Le 2 mai 2019, le Premier ministre Imran Khan inaugure le début du chantier avec la présence du chef de l'armée Qamar Javed Bajwa, ainsi que Pervez Khattak et Mahmood Khan notamment.
Un contrat de coentreprise est établi avec le groupe chinois Gezhouba et l'entreprise pakistanaise Descon, pour un coût estimé à 2,1 milliards de dollars. En 2021, le chantier se concentre sur le creusement des deux tunnels de 1,5 kilomètre de long. Au total, il devrait concerner 6 100 employés dont 400 ingénieurs, alors qu'une ville provisoire a été bâtie pour les accueillir. La fin des travaux est prévue pour 2025.

## Caractéristiques
Le barrage de Mohmand représente l'un des plus gros chantiers d'envergure dans le pays. Avec 213 mètres de haut et 760 de longs, il représente l'un des plus gros ouvrages du genre. Sa puissance installée de 800 MW ferait de lui la cinquième plus puissante centrale hydroélectrique du pays. Son réservoir devrait contenir 1,5 kilomètre cube et faciliter l'irrigation de 65 000 hectares de terres agricoles, en plus de permettre la mise en culture de 7 400 hectares supplémentaires.